# Ртищевка
Ртищевка (укр. Ртищівка) — село, Граковский сельский совет, Чугуевский район, Харьковская область, Украина.
Код КОАТУУ — 6325483004. Население по переписи 2001 года составляет 43 (21/22 м/ж) человека.

## Географическое положение
Село Ртищевка находится на левом берегу реки Гнилица, у Старогниличанского водохранилища. Выше по течению на расстоянии в 1 км расположено село Граково, ниже по течению на расстоянии в 4 км расположено село Старая Гнилица.

## История
- 1758 — дата основания.